# Poznań Wschód
Poznań Wschód – stacja węzłowa na międzynarodowej linii kolejowej E20 Berlin – Moskwa.

## Ruch pasażerski[1]
| Rok   | Wymiana pasażerska na dobę |
| ----- | -------------------------- |
| 2017  | 1100                       |
| 2018. | 1100                       |
| 2019  | 1300                       |
| 2020  | 700-999                    |
| 2021  | 500-699                    |
| 2022  | 700-999                    |
| 2023  | 1000                       |

## Struktura
Odgałęziają się tu też linie do Skandawy i Bydgoszczy Głównej. Stacja posiada budynek stacyjny, kasę biletową, tory stacyjne, 3 perony, przejście podziemne, przejście nadziemne i semafory świetlne.

## Historia

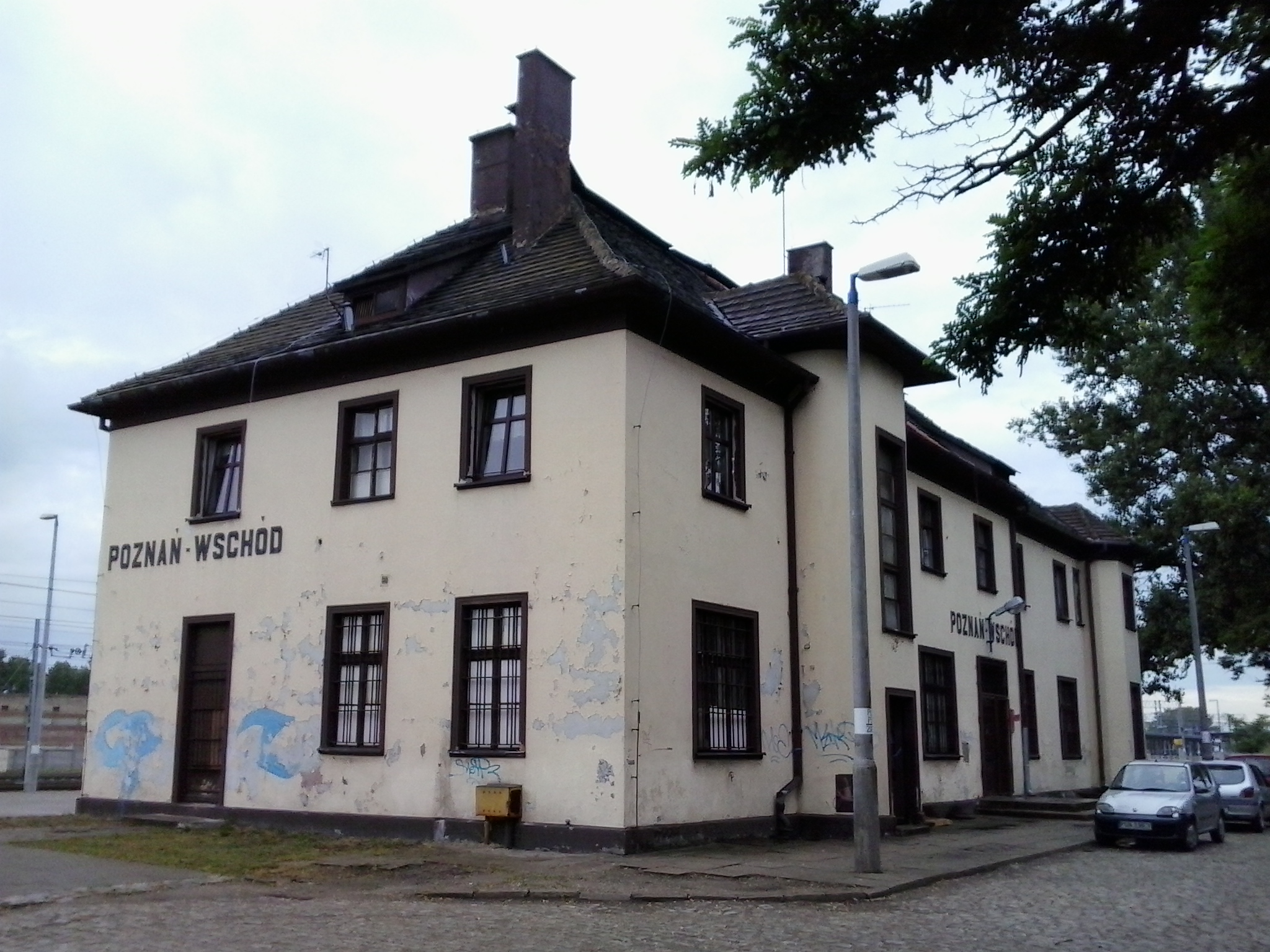
Budynek dworcowy (2013)

Stacja towarowa z bocznicami powstała na Głównej w 1872 wraz z otwarciem linii z Poznania do Bydgoszczy. Początkowo stacja ta służyła również przewozom pasażerskim, ale nie było tu dworca dla podróżnych. Obiekt taki powstał dopiero około 1908, po oddaniu do użytku linii do Janowca i Wągrowca. Stanął na parceli należącej do zakładów Cegielskiego, a brukowana droga przechodziła przez parcelę należącą do spółki cegielnianej Hartwig & Weidemann. W 1914 powstał tunel pod torowiskami. Funkcjonowała poczekalnia i restauracja. Dworzec poważnie ucierpiał w 1945, ale w tym samym roku został odbudowany i rozbudowany. Zachowano pierwotny obrys murów, ale dwuczłonową bryłę o zróżnicowanej liczbie kondygnacji, krytą dachem mansardowym, zastąpiono jednolitą, dwukondygnacyjną bryłą krytą dachem czterospadowym. W północnej elewacji zachował się jedynie pierwotny, zaokrąglony ryzalit - wejście do części mieszkalnej. Na wschód od dworca przerzucono kładkę dla pieszych w latach 70. XX wieku.
Dwie nastawnie (od ul. św. Michała i od Krańcowej) pochodzą z okresu międzywojennego i zachowały niektóre oryginalne elementy. Od strony ul. Krańcowej stoi transformator o oryginalnej elewacji. Przy ul. Bałtyckiej i Wrzesińskiej stały domki dróżników (przetrwał tylko ten pierwszy). Przy ul. Wrzesińskiej 44 stoi dawny dom pracowniczy o konstrukcji szkieletowej w szczycie, z oryginalną stolarką okienną i wystrojem klatek schodowych.
W latach 1929–1933 planowano usytuowanie na Głównej wielkiej stacji rozrządowej, która ostatecznie zrealizowana została na Franowie. Pierwotnie (do 1 stycznia 1926) stacja nosiła nazwę Główna, od dzielnicy Główna, w której się znajduje. Jako że nazwa ta myliła podróżnych (istniały dwa dworce o podobnej nazwie Poznań Główny i Główna), to nazwę zmieniono — najpierw na Poznań Wschodni, a następnie na Poznań Wschód.
8 kwietnia 1988 spłonął doszczętnie budynek tutejszej sekcji drogowej. W akcji gaszenia pożaru udział wzięły cztery jednostki strażackie.

## Komunikacja miejska
Stacja nie posiada bezpośredniego połączenia z miejskim transportem zbiorowym. Istnieją plany przedłużenia linii tramwajowej z pętli Zawady w kierunku stacji – w 2021 roku rozpoczęto konsultacje społeczne dotyczące przebiegu trasy.

## Połączenia
- Bydgoszcz Główna
- Gniezno
- Gołańcz
- Inowrocław
- Kłodawa
- Konin
- Kutno
- Leszno
- Mogilno
- Olsztyn Główny
- Pobiedziska
- Poznań Antoninek
- Poznań Garbary
- Poznań Główny
- Toruń Główny
- Wągrowiec
- Wolsztyn
- Września